# Dichagyris saturata
Dichagyris saturata är en fjärilsart som beskrevs av Corti och Max Wilhelm Karl Draudt 1933. Dichagyris saturata ingår i släktet Dichagyris och familjen nattflyn. Inga underarter finns listade i Catalogue of Life.